# Nombre senar
Els nombres senars, imparells o escarsers són aquells nombres enters que no són parells i, per tant, no són múltiples de 2. Els primers nombres senars són: 1, 3, 5, 7, 9,11,13 ... Sumant o restant 2 a un nombre senar s'obté un altre nombre senar. Sumant o restant una unitat a un nombre senar s'obté un altre nombre parell.
Matemàticament es diu que un nombre enter, m, és senar si i només si existeix un altre nombre enter, n, tal que:
{\displaystyle m=2n+1\,}
A la pràctica això vol dir que és senar tot aquell nombre enter que acabi en 1, 3, 5, 7 o 9 (en base 10).